# Cruz de Katanga

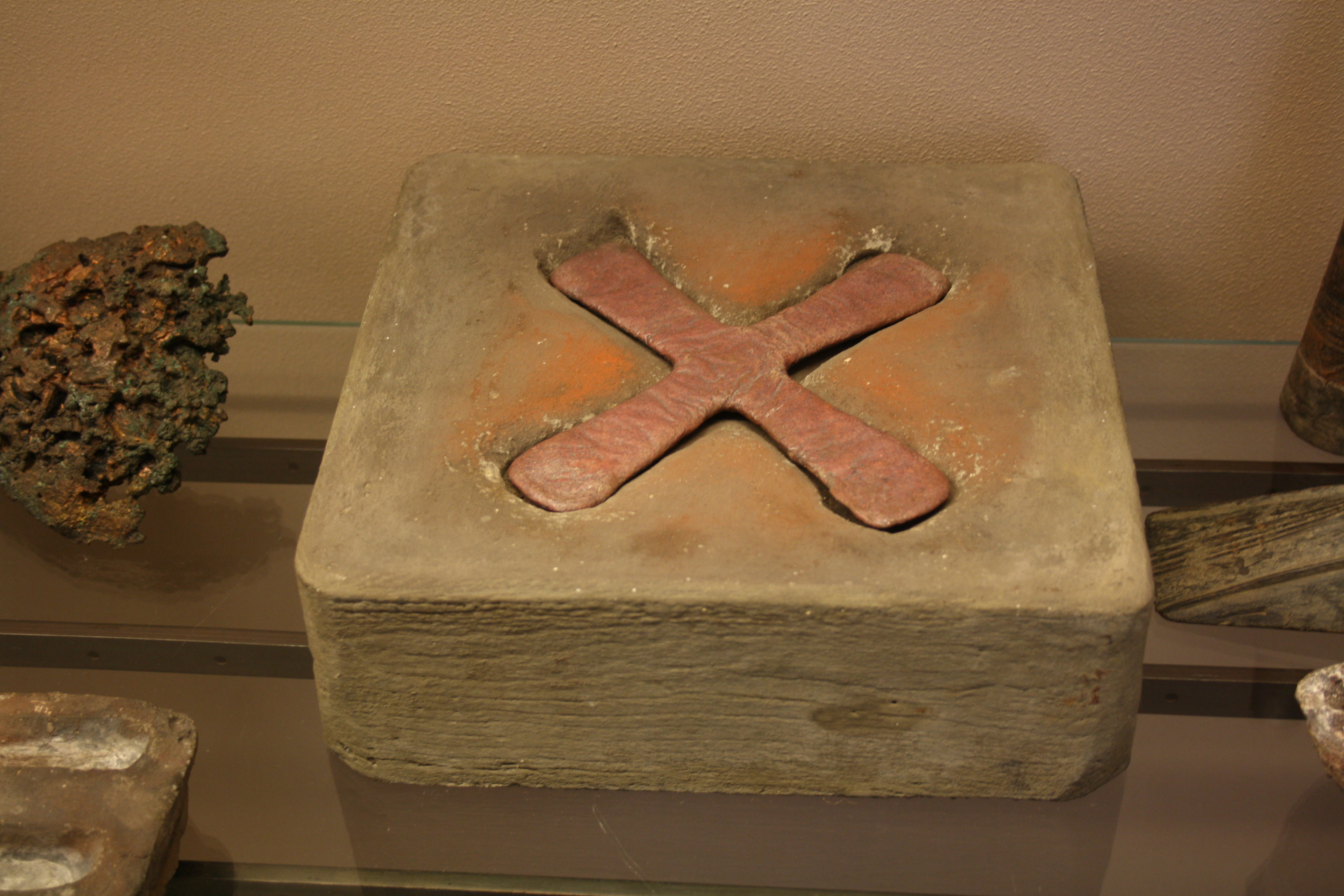
Molde de metal para la creación de cruces de Katanga.

Una cruz de Katanga, también llamada handa en los idiomas de la zona, es una cruz (o H, aunque parece haber sido una tendencia minoritaria) de cobre fundido que se usó como moneda en partes de lo que hoy es la República Democrática del Congo (RDC) durante el siglo XIX y principios del XX, aunque se ha podido atestiguar su uso desde el siglo XIII y especialmente a partir del siglo XVI con la llegada de los exploradores portugueses. Las cruces de Katanga eran de diversos tamaños pero medían unos 20 cm y pesaban hasta un kilogramo. El nombre deriva de Katanga, una rica región minera centrada en la extracción de cobre en la parte sudeste de la RDC.
El centro principal de creación de los cruces era Kabinda, entre el pueblo Lomami, pero hacia 1920 ya habían dejado de fabricarse. Los herreros de cobre locales, que pasaban sus conocimientos y la profesión de padres a hijos, moldeaban estos lingotes en forma de aspa vertiendo cobre fundido en moldes de arena.

## Valor original

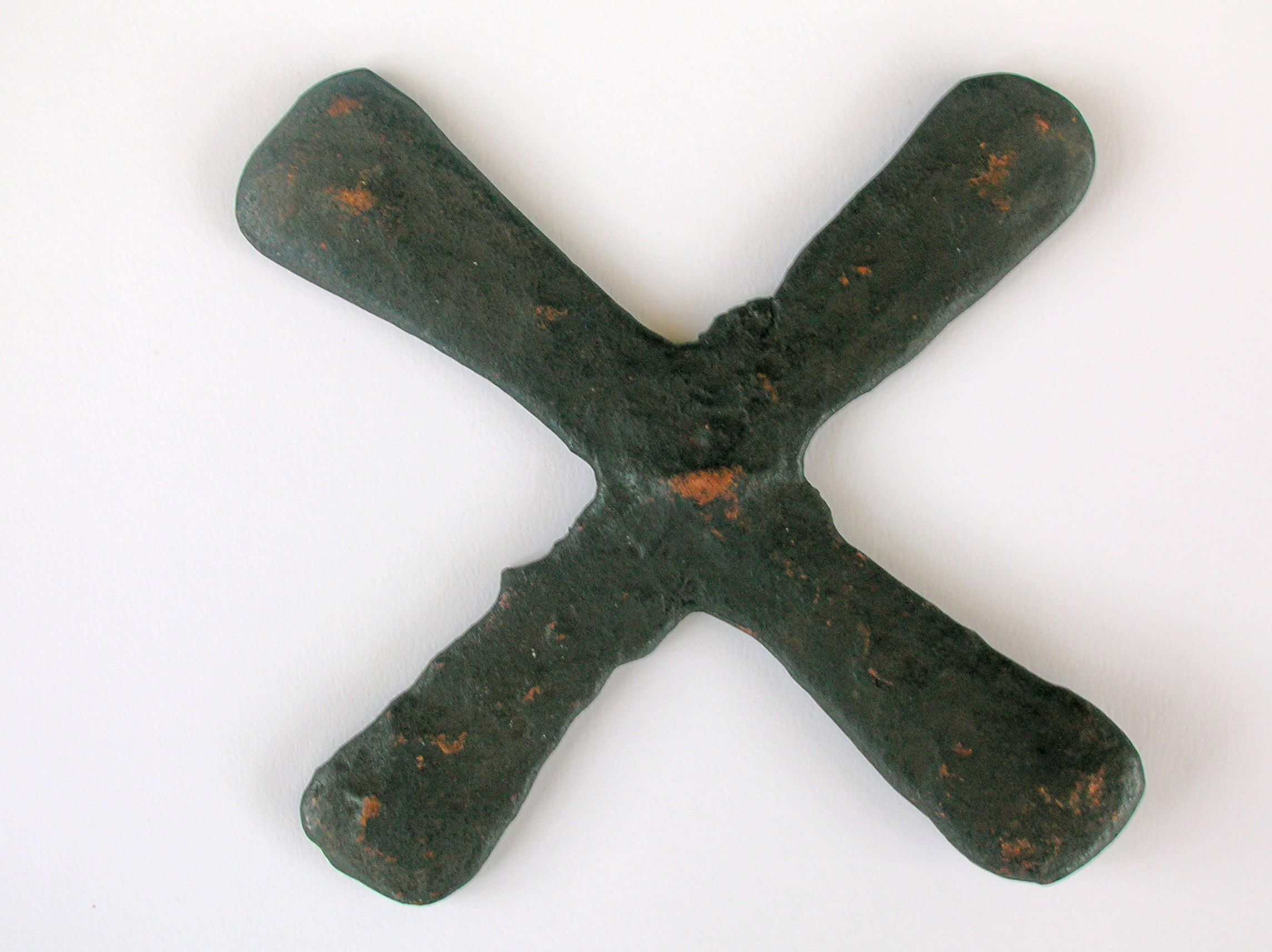
Cruz de Katanga.

Durante su periodo de validez sufrió un cambio de valor pasando de ser propiedad de jefes o grandes dirigentes, que las usaban para importantes transacciones o rituales, a un uso más extendido en compras de productos perecederos aunque su uso principal y más longevo siempre fue el de acordar matrimonios. Esta moneda era la favorita para el establecimiento de matrimonios porque el cobre no perdía su valor y podía devolverse para declarar un divorcio dado que las cruces se trataban como dote. Esta constancia de su valor y el aprecio de los pueblos congoleños por los metales no ferrosos provocaba que también estuviese extendido su uso en enterramientos rituales o en tesoros reales.
En cuanto a su uso real en Katanga con una cruz se adquirían 10 kilos de harina del lugar, con cinco se compraba una brazada de tela de calidad y 10 permitían comprar un arma, mientras que en la región de Kasai, donde parecen haber tenido un valor relativamente constante, una cruz bastaba para comprar cinco aves de corral, dos pedazos de tela de calidad, tres o cuatro kilos de goma o seis hachas; una cabra costaba entre cuatro y seis cruces. Más allá de estos territorios su valor era mucho más diverso: entre los babengele de Lualaba una cruz equivalía a una manilla y esta a su vez daba para una cabra mientras que cinco o seis eran el pago habitual por una esposa; una esposa entre los basonge costaba catorce cruces grandes, una cabra, un arma y una esclava lo que daba un total de unas 100 cruces o 400 francos de la época.
En todo caso el valor principal de las cruces tenía más que ver con el uso para herramientas, armas u ornamentos del cobre del que estaban hechas más que de un valor intangible aunque lo habitual era reservar una parte para su uso en situaciones precarias.

## Uso moderno

Cruces de Katanga presentes en la bandera del Estado de Katanga.

En 1960 la provincia de Katanga del Congo-Leopoldville declaró su independencia unilateral con el nombre de Estado de Katanga. Tres cruces de Katanga rojas aparecían en la parte inferior de la bandera que es hoy en día la bandera de la provincia de Katanga. También se incluyó el motivo de la cruz o aspa en las escasas monedas emitidas por el Estado de Katanga que se unió por la fuerza al Congo en 1963.